# Braspenning

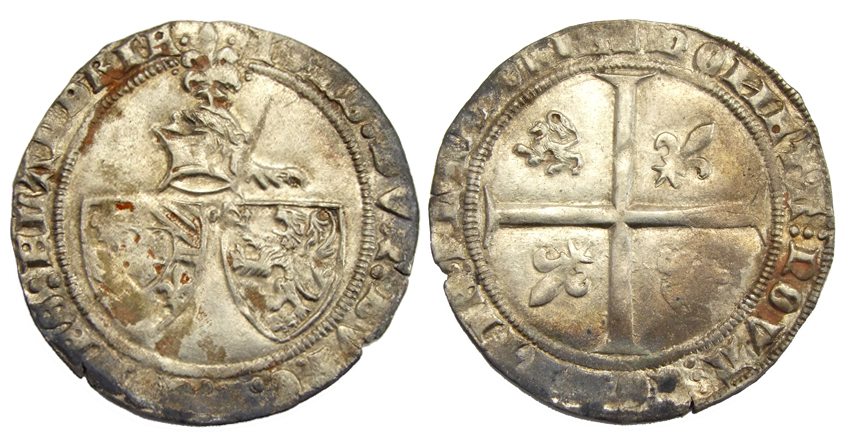
Dubbele groot of Braspenning, geslagen onder Jan zonder Vrees, hertog van Bourgondië.

De Braspenning is een historische munt. De braspenning werd voor het eerst geslagen tussen ca. 1404 en 1419 door hertog Jan zonder Vrees in Vlaanderen in 1409, een grote zilveren munt ter waarde van twee, later twee-en-een-halve groot. Zoals in die tijd gewoon was werd de munt veel geïmiteerd in andere landen. Ook in latere tijd bleef de braspenning in gebruik als rekenmunt voor 2½ groot, 1,25 stuiver of tien duiten.
De munt is in de spreektaal terechtgekomen met het spreekwoord “Een stuiver verdienen en wel voor een braspenning dorst hebben.”

## Etymologie
Volgens Meijer (1919) en Vercoullie (1925) zou de naam braspenning mogelijk afgeleid zijn van de som die oudtijds betaald moest worden als accijns voor het brouwen oftewel brassen van een vat bier. Van Veen & Van der Sijs (1997) verwijzen naar de overeenkomst met het Middelnederduits ‘bras’ (metaal, vergelijk het Engelse woord ‘brass’, messing of geelkoper). Meijer verwijst de parallel met ‘brassen’ als ‘overmatig eten en drinken’ naar het rijk der fabelen, omdat dat woord jonger is dan de munt.
Braspenning is ook een in het zuiden van Nederland en in België veel voorkomende familienaam (Braspenninckx in het Vlaams).